# Piotr Pękala
Piotr Pękala (4 augustus 1998) is een Pools wielrenner die anno 2025 rijdt bij het Tsjechische ATT Investments.

## Carrière
Als derdejaars belofte maakte Pękala naar CCC Development Team. Namens die ploeg werd hij in 2019 onder meer derde in het jongerenklassement van de Ronde van Małopolska. Een jaar later werd hij achtste in het algemeen klassement van de Bałtyk-Karkonosze Tour, elfde in dat van de Ronde van Roemenië, twaalfde in dat van de Ronde van Małopolska en negende in dat van de Ronde van Friuli-Venezia Giulia.
In 2023 werd Pękala, namens Santic-Wibatech, onder meer vijfde in de Memoriał Henryka Łasaka en tweede in de Memoriał Jana Magiery. In maart 2024 werd hij achttiende in de GP Goriška & Vipava Valley, een Sloveense eendagskoers. Een maand later won hij de derde etappe, een bergrit met aankomst op de Jahorina, in Belgrado-Banja Luka. Door zijn overwinning nam hij de leiderstrui over van Dylan Hopkins. In de laatste etappe verdedigde hij zijn leidende positie met succes, waardoor hij Gregor Matija Černe opvolgde op de erelijst. Naast het algemeen klassement schreef hij ook het bergklassement op zijn naam.

## Overwinningen
2024
3e etappe Belgrado-Banja Luka
Eind- en bergklassement Belgrado-Banja Luka
4e etappe Ronde van de Slag om Warschau

## Resultaten in voornaamste wedstrijden
|      | \| Jaar \| \| WK op de weg \| \| ---- \| \| ------------ \| \| 2024 \| \| opgave \| |              |
| Jaar |                                                                                     | WK op de weg |
| 2024 |                                                                                     | opgave       |

## Ploegen
- 2019 –  CCC Development Team
- 2020 –  CCC Development Team
- 2022 –  Santic-Wibatech
- 2023 –  Santic-Wibatech
- 2024 –  Santic-Wibatech
- 2025 –  ATT Investments